# Персофф, Нехемия
Нехемия Персофф (англ. Nehemiah Persoff; 2 августа 1919, Иерусалим — 5 апреля 2022, Сан-Луис-Обиспо) — американский актёр еврейского происхождения.

## Биография
После службы в армии Соединённых Штатов во время Второй мировой войны он работал электриком метро.
Его первым запоминающимся появлением на экране стал криминальный авторитет по кличке Маленький Бонапарт в комедии 1959 года «В джазе только девушки». За более чем полувековую карьеру он принял участие в двух сотнях кинолент, сериалов и театральных постановок. Играл в фильмах Жюля Дассена, Элиа Казана, Альфреда Хичкока, Билли Уайлдера, Мела Феррера, Джорджа Стивенса, Дамиано Дамиани, Барбары Стрейзанд, Мартина Скорсезе, Айвена Райтмана, Майка Николса. Оставив актёрство в 1999 году, Персофф занялся акварельной живописью. Он проживал в Калифорнии.
С 1951 года был женат на Зиа Персофф. У супругов четверо детей. В 2021 году Зиа умерла от рака.
Скончался 5 апреля 2022 года.